# Odigo
Odigo foi um antigo programa de mensagens instantâneas, lançado em 1998 para concorrer com o ICQ. Com o desenvolvimento de outras marcas nesse setor, como AIM, MSN e Yahoo Messenger, Odigo foi descontinuado em 2005.
Ná época dos ataques de 11 de Setembro de 2001, surgiu um rumor de que dois funcionários da Odigo teriam recebido avisos antes dos ataques às torres do WTC.